# Sharp Aquos

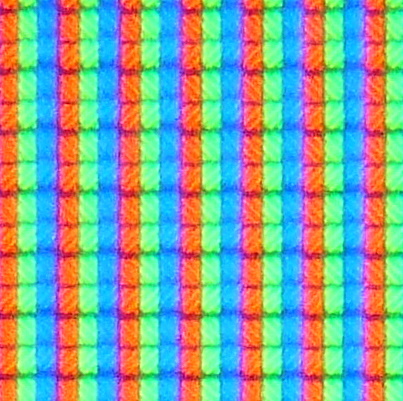
Primer plano de los píxeles de la pantalla LCD que se muestran en blanco (tomada de Sharp Aquos LC-32BV8E en 2009)

Sharp Aquos es una marca de productos para televisores LCD, pantallas de componentes, tabletas y teléfonos inteligentes, originalmente vendida por Sharp Corporation de Japón y también utilizada por licenciatarios.

## Historia
Incluye modelos pequeños y portátiles (por ejemplo, la serie B de 13") hasta grandes pantallas de cine en casa (por ejemplo, modelos de pantalla ancha de alta definición de 65"), así como pantallas de componentes para dispositivos portátiles, incluidos teléfonos móviles. Aquos se lanzó por primera vez en 2001 con tamaños iniciales de 13", 15" y 20" 4:3, con precios de $1,799.99, $2,999.99 y $4,999.99 respectivamente. Desde entonces, la marca Aquos es la línea LCD premium de Sharp (Sharp también fabrica televisores LCD que no son Aquos y se venden por menos) y recientemente ha sido la primera serie de televisores LCD de alta definición en presentar reproductores de Blu-ray Disc integrados con las series BD-60U y BD-80U que debutaron en 2009. Algunos televisores LCD Aquos se destacan por mostrar colores en un espacio de color RYGB conocido como Quattron, que agrega un componente amarillo, a diferencia del espacio de color RGB estándar utilizado por la mayoría de los televisores en color.
Los televisores Aquos ejecutan un sistema operativo basado en Linux. La tecnología SmartLink de Sharp se incorporó al Aquos LC-15L1U-S.
De 2015 a 2018, los televisores de la marca Sharp vendidos en Estados Unidos fueron fabricados por el fabricante chino Hisense . En 2019, Sharp recuperó su licencia y marca, recomprando sus activos de Hisense. Los televisores Sharp fabricados por Sharp han vuelto al mercado desde finales de 2019.

## Fusiones y adquisiciones
En 2015, el negocio de televisores de Sharp en América del Norte se vendió a Hisense, con sede en China, lo que le permitió vender televisores en Estados Unidos. La intención de adquisición se anunció en julio de 2015. Posteriormente, Sharp Corporation fue adquirida por Foxconn, con sede en Taiwán, en agosto de 2016. En 2017, el nuevo propietario de Sharp, Foxconn, presentó una demanda contra Hisense por la calidad de los televisores vendidos bajo su marca Sharp, alegando que los televisores "violan las normas de la FCC sobre emisiones de interferencia electromagnética y [...] Hisense dio a los consumidores información engañosa sobre el tamaño de la imagen, los niveles de brillo y la resolución 4K". Esta demanda fue retirada a principios de 2018.
Entre 2015 y 2018, todos los televisores de la marca Sharp vendidos en Estados Unidos fueron fabricados por la empresa china Hisense. A finales de 2019, Sharp Corporation recuperó la licencia de Hisense y ahora continúa fabricando televisores de la marca Sharp.